# 馬克·弗萊徹
馬克·弗萊徹（英語：Mark Peter Fletcher；1985年9月29日—）是英國的一位政治家，所屬政黨是保守黨。他在2019年英國大選中當選博爾索弗的議員。